# Irina Karavaeva
Pour les articles homonymes, voir Karavaïeva.
Vous lisez un « bon article » labellisé en 2012.
Irina Vladimirovna Karavaeva, appelée quelquefois simplement Ira Karavaeva (en russe : Ирина Владимировна Караваева), est une gymnaste trampoliniste russe née le 18 mai 1975 à Krasnodar (RSFS de Russie). Elle est la première championne olympique féminine de l'histoire du trampoline et a remporté 6 titres aux championnats d'Europe de trampoline et 11 titres aux championnats du monde de trampoline. En médailles individuelles, elle est la plus médaillée aux championnats du monde et d'Europe dissociés comme confondus.
Entrainée depuis ses débuts et tout au long de sa carrière par Vitali Doubko dans sa ville natale, Irina Karavaeva est également détentrice de la majorité des records du monde en trampoline. Cette domination du monde du trampoline a fait d'elle une légende de la discipline et son aura a renforcé Krasnodar comme grande place du trampoline. Également connue pour son fair-play, elle a reçu en 2001 l'IOC Fair Play Award, trophée spécial remis par le Comité international olympique aux athlètes faisant preuve d'un fair-play exceptionnel. Karavaeva représente la génération de trampolinistes soviétiques et russes des années 1990 et 2000, et s'implique déjà dans la formation de la « relève ».

## Carrière

### Jeunesse
Irina Karavaeva naît le 18 mai 1975 à Krasnodar en République socialiste fédérative soviétique de Russie, dans la même ville que sa future coéquipière en équipe de Russie et en synchronisé ainsi que coéquipière d'entraînement, Natalia Tchernova,, de Vladimir Karavaïev, ingénieur électricien et Olga Karavaeva. Elle s'intéresse très rapidement aux sports : à l'âge de 7 ans, elle débute par l'acrobatie mais, en 1989, elle se dirige finalement vers la gymnastique où elle pratique le trampoline. Dans la région du Kouban, dont Krasnodar fait partie, le trampoline est implanté depuis les années 1970, date où Vitali Fiodorovitch Doubko a fondé une école de trampoline ; c'est donc naturellement vers lui que Karavaeva se tourne pour pratiquer. Elle rêve tout d'abord de devenir médecin mais son sport prend le dessus et elle vise alors l'or olympique.
Elle participe à sa première compétition internationale l'année suivante, en 1990. En 1993, elle remporte ses premiers championnats de Russie.

### 1994–1997: premiers titres
Quatre ans après sa première compétition internationale, elle participe à ses premiers championnats du monde. Ces derniers se déroulent alors à Porto. Reléguant sa compatriote vice-championne du monde Tatiana Louchina à la troisième place, elle remporte le concours individuel avec 39,80 points en réalisant les figures les plus difficiles (difficulté de 11,9) en reprenant le titre détenu par Elena Merkulova puis devient également championne par équipes avec la Russie qui réalise 190,20 points, soit 2,4 points de plus que l'Ukraine qui finit deuxième du concours. Enfin, associée à Natalia Tchernova en trampoline synchronisé, Irina Karavaeva termine quatrième à un dixième seulement de la médaille de bronze et un demi-point de l'or avec 45,90 points.
Lors de l'année 1995, Karavaeva remporte son second titre de championne de Russie. En décembre, Irina Karavaeva participe à ses premiers championnats d'Europe à Antibes et comme lors des championnats du monde, elle s'impose dès sa première participation dans le concours individuel réalisant 102,8 points avec la même difficulté qu'aux championnats du monde de Porto, en devançant Tatiana Louchina et Galina Lebedeva (respectivement 101,3 et 99,5 points).
Karavaeva conserve son titre de championne de Russie lors de l’année 1996, et elle se présente en tant que championne du monde en titre aux championnats du monde de trampoline 1996 de Vancouver, au Canada mais a cette fois-ci renoncé au concours de trampoline synchronisé. La compétition se déroule du 23 au 25 août. En l'absence d'Andrea Holmes et de Tatiana Louchina, médaillées avec Karavaeva lors de la dernière édition, c'est Tatiana Kovaleva qui s'impose de 2,1 points devant Irina Karavaeva (105,80 contre 103,70) malgré une difficulté plus importante chez Karavaeva (11,9 contre 11,5). Cependant, accompagnées d'Irina Slonova et d'Alexandra Zakrevskaia, les deux Russes remportent le titre par équipes avec 110,00 points.
L'année suivante, malgré une nouvelle victoire aux championnats de Russie, Irina Karavaeva subit une lourde défaite aux championnats d'Europe à Eindhoven. Terminant 25e avec une difficulté de 10,3, elle laisse Galina Lebedeva, troisième aux championnats de 1995 et 1996, s'approprier le titre et sa dauphine des mêmes championnats, Tatiana Kovaleva, remporter la médaille d'argent. La Britannique Kirsten Lawton et l'Ukrainienne Oksana Tsyhoulova, à égalité, complètent le podium. En synchronisé, associée à Irina Slonova, elle échoue à la quatrième place avec 125,20 points, soit trois de moins que les Biélorusses médaillées de bronze Galina Lebedeva et Natalia Karpenkova. En guise de consolation, Irina Karavaeva remporte avec l'équipe russe le concours par équipes totalisant 109,80 points ; ses coéquipières étaient Marina Murinova, Irina Slonova et Tatiana Kovaleva.
C'est aussi en 1997 que le CIO décide d'intégrer au programme olympique le trampoline pour les Jeux olympiques d'été de 2000 à Sydney.

### 1998–2000: titre olympique
Les championnats d'Europe ont lieu l'année suivante en septembre, ce qui provoque l'enchaînement de deux championnats majeurs en un mois. Considérée comme favorite pour le titre européen, elle échoue néanmoins dans la conquête du titre en individuel et c'est Anna Dogonadze qui s'offre la victoire. Si Karavaeva ne participe cette fois-ci pas au synchronisé, elle remporte une médaille en par équipes avec la Russie qui devance avec 117,60 points l'Ukraine et ses 116,10 points.
Ensuite, en octobre 1998, Irina Karavaeva reprend avec 104,60 points et une difficulté de 11,7 sa couronne mondiale à Tatiana Kovaleva qui termine 55e du concours individuel. Elle devance également Galina Lebedeva, championne d'Europe en 1997, qui termine huitième ; le podium étant composé d'Oksana Tsyhoulova, l'Ukrainienne médaillée de bronze aux championnats d'Europe de l’année précédente, et d'Anna Dogonadze, avec lesquelles Karavaeva bataillera par la suite. Cette dernière remporte également le concours par équipes de 2,20 points devant la Biélorussie et 4,10 points devant l'Ukraine (soit respectivement 112,30 points, 110,10 points et 108,20 points).
L'année suivante, c'est cette fois-ci les championnats du monde de trampoline qui sont décalés ; ils ont lieu à Sun City en Afrique du Sud du 30 septembre au 3 octobre. À cette occasion, Irina Karavaeva remporte son troisième titre en individuel à alors 24 ans, et son quatrième titre par équipes qui sont les plus disputés des titres déjà obtenus par Karavaeva. En individuel, elle réalise 108,90 points avec une difficulté de 12,3 soit un record absolu du nombre de points contre 108,10 points pour Oksana Tsyhoulova et 106,40 points pour Anna Dogonadze. Par équipes, la Russie triomphe de 0,30 point devant l'Ukraine mais vainc la Biélorussie de 3,20 points ; les totaux sont donc de 113,50 points pour la Russie, 113,20 points pour l'Ukraine et 110,30 points pour la Biélorussie. Pour finir, Irina Karavaeva et Natalia Tchernova participent au synchronisé après avoir été remplacées par deux fois aux précédents championnats par Tatiana Kovaleva associée à Alexandra Zakrevskaia puis à Natalia Tchernova ; elles terminent médailles de bronze avec 131,90 points soit 1,90 point derrière les médaillées d'or.
En 2000, le trampoline devient une discipline olympique, ainsi, Irina Karavaeva a l'occasion de réaliser son rêve lors des Jeux olympiques de Sydney dans le Sydney SuperDome. Auparavant, elle se déplace à Eindhoven pour les championnats d'Europe trois ans après sa défaite dans la même salle. Elle l'emporte sur Anna Dogonadze ; elle lui reprend le titre en réalisant un score de 105,9 points contre 104,5 pour Dogonadze qui termine deuxième. Le podium est complété par Oksana Tsyhoulova (103,3 points). En synchronisé, Karavaeva et son associée Natalia Tchernova terminent au pied du podium avec 126,50 points à un demi-point du duo britannique médaillé de bronze. Pour l'épreuve par équipes, la Russie de Karavaeva, Vassilieva, Tchernova et Kolesnikova remporte la victoire avec 112,00 points devant la Biélorussie (110,50 points) et l'Allemagne (109,20 points). Enfin, avec Natalia Tchernova, elle participe au concours synchronisé mais elle n'atteint pas la finale, échouant dès les qualifications.
Ensuite, avec une difficulté de 12,3, Karavaeva remporte le premier titre olympique de l'histoire du trampoline féminin, avec une note moyenne des juges de 8,9 points et au total 38,9 points. Oksana Tsyhoulova termine une nouvelle fois deuxième derrière Karavaeva avec 37,7 points et la Canadienne Karen Cockburn termine quant à elle troisième avec trois dixièmes de moins (37,4 points).

### 2001–2004: baisse de régime
Aux Championnats du monde de trampoline 2001, la Russe compte défendre ses titres acquis deux ans auparavant mais, dès les qualifications du par équipes, la Russie échoue et Karavaeva ainsi que ses partenaires laissent le titre à l'Ukraine d'Oksana Tsyhoulova. En synchronisé, toujours associée avec Natalia Tchernova, elle termine septième, à près de treize points des vainqueurs ukrainiennes. Enfin, lors du concours individuel et alors qu'elle perd d'un dixième derrière Anna Dogonadze, les juges se trompent dans leurs calculs et attribuent l'or à Karavaeva. Mais même l'erreur comprise, une règle de la Fédération internationale de gymnastique interdit la modification des résultats après la remise des médailles. Après la protestation de Karavaeva, une exception est finalement faite par Bruno Grandi, président de la FIG, et les médailles sont inversées ; Karavaeva reçoit en retour le trophée CIO du fair-play (en anglais : IOC Fair Play Award), récompense spéciale décerné par le président Jacques Rogge. Plus tard, aux Jeux mondiaux à Akita, elle termine troisième du trampoline synchronisé avec Natalia Tchernova.

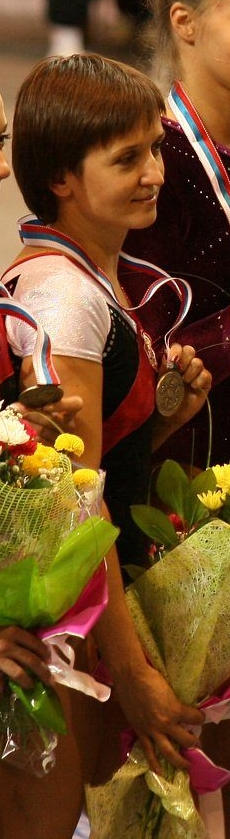
Natalia Tchernova remporte les championnats d'Europe 2002 et reprend le titre de Karavaeva.

En 2002, Irina Karavaeva renoue avec la victoire aux championnats de Russie de trampoline en remportant son cinquième titre, puis elle participe aux championnats d'Europe à Saint-Pétersbourg du 14 au 16 novembre. En individuel, elle réalise une grosse erreur qui l'empêche de conserver son titre ; elle termine septième avec 19,80 points et c'est sa compatriote Natalia Tchernova qui remporte le titre en réalisant un score de 39,60 points. En synchronisé, l'échec en qualification à Eindhoven entraine son remplacement par Nadezhda Shevchenko mais cette dernière et Tchernova ne parviennent qu'à la septième place. Enfin, lors de l'épreuve par équipes, elle réalise avec sa compatriote précédemment citée ainsi que Marina Murinova le plus haut total jamais totalisé par une équipe avec 117,60 points.
L'année suivante, elle est de nouveau championne de Russie. Pour les championnats du monde de Hanovre et alors qu'elle n'est pas championne en titre, elle échoue cependant à la septième place en individuel avec 38,6 points, bien derrière la nouvelle championne du monde Karen Cockburn, qu'elle avait pourtant battu aux Jeux de Sydney, laquelle réalise 40,2 points. Elle avait pourtant battu le record du nombre de points en routine pendant les qualifications avec 43,50 points. Karavaeva enchaine sur une autre septième place, en synchronisé cette fois-ci alors qu'elle est associée avec Natalia Kolesnikova ; elles ne réalisent que 17,7 points, très loin des Biélorusses victorieuses avec 48,8 points, et sont à 26,3 points de la sixième place. Néanmoins, Irina Karavaeva repart finalement des mondiaux titrée grâce à la performance de l'équipe russe dont elle fait partie qui réalise 116,90 points et reprend le titre qu'elle avait laissé à l'Ukraine en 2001, après une élimination surprise en qualifications.
Le dernier titre individuel — hors celui de championne de Russie qu'elle remporte pour la septième fois, la troisième consécutive — qu'Irina Karavaeva conserve à l’orée de la saison 2004 est le titre olympique remporté en 2000 à Sydney. Cependant, aux championnats d'Europe de trampoline 2004, Karavaeva reprend sa course aux titres tout d'abord grâce à une victoire au concours par équipes avec 117,40 points dans une équipe composée de Kolesnikova, Tchernova et Murinova ; Karavaeva réalise alors la meilleure performance de la compétition avec un score de 40,60 points. Elle laisse Murinova, qui s'est substituée à elle, et Tchernova remporter la médaille de bronze en synchronisé pour se concentrer sur l'individuel. En l'absence de Tchernova en finale, Irina Karavaeva remporte de près d'un point son premier titre en individuel depuis les Jeux, devançant la multi-médaillée Murinova et l'anglaise Claire Wright.
Aux Jeux d'Athènes, Irina Karavaeva peine à retrouver son niveau et termine à une modeste quinzième et avant-dernière place en qualifications du seul concours des Jeux, l'individuel, avec 39,90 points. Le titre olympique revient alors à l'Allemande Anna Dogonadze qui totalise 39,60 points en finale (contre 66,80 en qualifications) tandis que sa compatriote Natalia Tchernova qui dominait lesdites qualifications échoue au pied du podium.

### 2005–2008: nouveaux titres
Aux championnats de Russie 2005, Irina Karavaeva remporte deux titres, en individuel, son huitième, quatrième consécutif, devant Natalia Kolesnikova, et avec cette même Kolesnikova, le synchronisé. Lors des championnats du monde à Eindhoven, Irina Karavaeva n'a à défendre qu’un titre par équipes. Cependant, l'année 2005 voit la consécration d'une nouvelle puissance concurrente : la Chine, deuxième en 2003, qui cette fois-ci remporte le titre par équipes en terminant avec le score de 112,30 points contre une équipe de Russie composée de Karavaeva, Natalia Tchernova et Natalia Kolesnikova qui totalise 108,40 points. La Chine forte en trampoline par équipes ne concurrence néanmoins pas encore la Russie en individuel, ce qui permet à Irina Karavaeva de remporter le titre d'un demi-point devant Tchernova ; la troisième place revenant à Anna Dogonadze. Le même jour que sa victoire en individuel, Karavaeva associée à Tchernova, sa dauphine, remporte le concours synchronisé de 0,20 points devant le duo canadien composé de Karen Cockburn et Rosannagh MacLennan.
En 2006, Karavaeva n'a que les championnats d'Europe pour objectif ; elle remporte néanmoins les championnats de Russie devant Tchernova pour son neuvième sacre national en individuel. Lors des championnats d'Europe à Metz, Irina Karavaeva est championne en titre en individuel comme par équipes et compte conserver ses titres. Elle réussit avec Natalia Tchernova à remporter le synchronisé en gardant un petit point d'avance sur les Ukrainiennes secondes et 1,40 sur les Allemandes Anna Dogonadze et Jessica Simon (46,60 points pour ces dernières). En individuel, elle conserve son titre avec 38,60 points contre 38,00 points pour son éternelle rivale Anna Dogondadze qui termine deuxième et 37,30 points pour la Biélorusse Tatiana Petrenia. Cependant, lors du concours par équipes, la Russie ne termine que quatrième à la suite d'une sortie d'une athlète, ce qui pénalise fortement l'équipe.

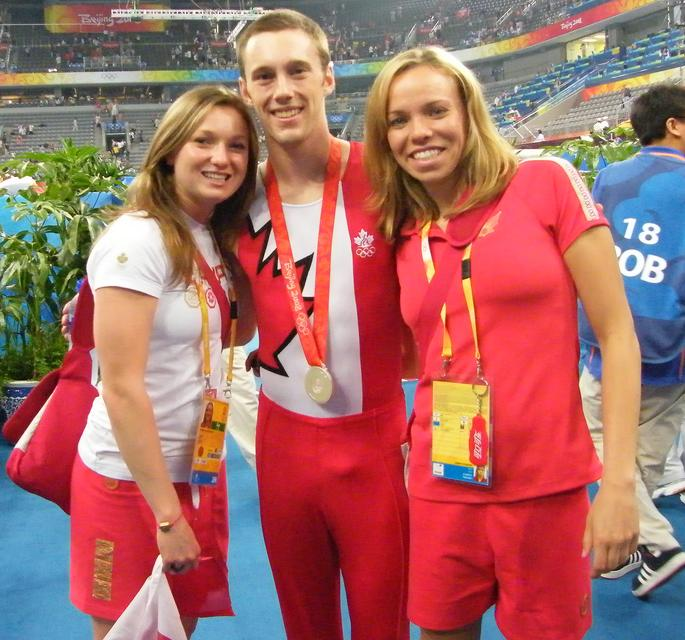
Rosannagh MacLennan (à gauche) et Karen Cockburn (à droite) sont championnes du monde en synchronisé, devançant le duo Tchernova-Karavaeva.

Après des championnats du monde 2005 réussis, Irina Karavaeva a à cœur de concrétiser sa domination mondiale aux championnats du monde 2007. Championne en titre, Karavaeva ne participe cependant pas aux championnats de Russie, laissant Tchernova s'imposer. Dans le concours par équipes, la Russie — avec l'équipe suivante : Irina Karavaeva, Natalia Tchernova, Natalia Kolesnikova et Galina Goncharenko — est de nouveau battue par la Chine menée par He Wenna qui totalise 115,20 points mais aussi par le Canada de Karen Cockburn qui s'adjuge la seconde place loin devant les Russes (111,40 points contre 107,90) ; néanmoins, Karavaeva réalise avec 38,80 points le meilleur score des gymnastes, 2 dixièmes devant Wenna. En synchronisé, Irina Karavaeva et Natalia Tchernova essuient de nouveau un revers en terminant deuxième derrière les Canadiennes Karen Cockburn et Rosanna MacLennan déjà devant en par équipes. Les Russes sont devancées aux points, 49,30 pour les Canadiennes contre 48,70 pour les Russes, comme en difficulté ; les Canadiennes tentant un enchaînement à 13,3 contre 13,0 seulement pour les Russes. Irina Karavaeva remporte finalement un titre dans ces championnats en individuel en totalisant 38,60 points pour une difficulté de 14,7 ; elle devance Shanshan Huang, championne du monde par équipes, et Rosannagh MacLennan, championne du monde en synchronisé.
En guise de préparation aux Jeux olympiques d'été de 2008, Irina Karavaeva participe aux championnats d'Europe en mai 2008 à Odense au Danemark. Dans le concours par équipes où la Russie est vice-championne en titre derrière l'Ukraine, le scénario se répète et l'Ukraine d'Olena Movchan, Yulia Domchevska et Marina Kyiko remporte le titre avec 110,10 points devant la Russie de Karavaeva, Tchernova, Galina Goncharenko et Anastasia Velichko avec 108,80 points. Le lendemain en synchronisé, les deux premières citées des deux pays s'affrontent de nouveau pour un titre cette fois-ci détenu par le duo russe ; néanmoins, Movchan et Domchevska totalisent 47,30 points contre 47,10 pour Karavaeva et Tchernova qui doivent encore une fois s'incliner devant les Ukrainiennes. Dans la même journée, Irina Karavaeva doit défendre son autre titre, au trampoline individuel cette fois-ci, et bataille de nouveau contre Olena Movchan, mais une fois n'est pas coutume, Karavaeva remporte en réalisant 38,30 points un titre mondial en devançant Movchan d'un demi-point. Tatiana Petrenia finit comme à Metz en 2006 troisième avec 36,60 points.
Aux Jeux olympiques de Pékin, Irina Karavaeva fait partie de la douzaine de trampolinistes pouvant prétendre au titre, et est, à la suite de ses récents titres, considérée comme favorite. Dès les qualifications, et peut-être à cause d'un manque d'échauffement, Natalia Tchernova et Tatiana Petrenia, concurrentes de Karavaeva, sont éliminées. En finale, Karavaeva réalise quelques erreurs qui lui coûtent le titre, elle termine ainsi cinquième avec 38,9 points, dépassant tout du moins Anna Dogonadze mais devancé par Olena Movchan, sa grande concurrente des championnats d'Europe disputés en mai. Après les Jeux, Karavaeva décide de faire comme en 2007 l'impasse sur les championnats de Russie 2008.

### 2009–2012: dernière tentative olympique

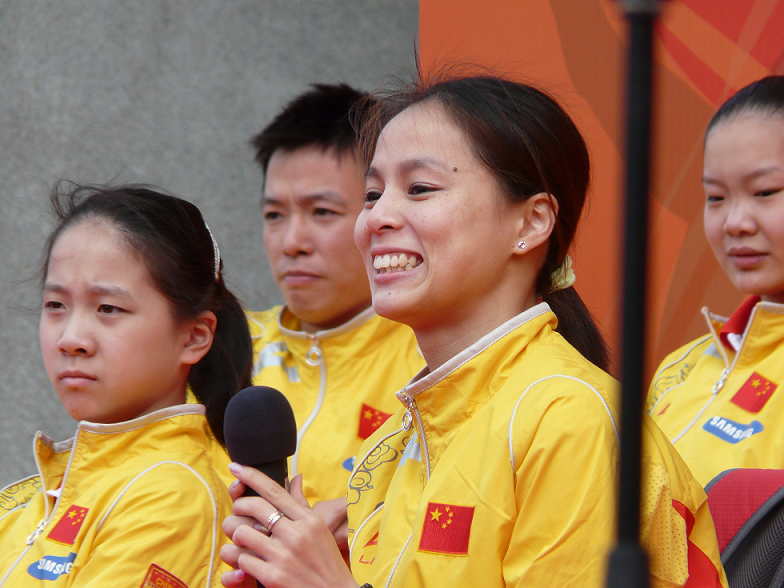
Huang Shanshan (avec le micro) devient championne du monde en 2009 en individuel et par équipes.

Karavaeva débute ses championnats du monde 2009 à Saint-Pétersbourg par une médaille par équipes. L'équipe de Russie, troisième en 2007, termine médaillée d'argent avec 110,30 points, largement battue par la Chine dont toutes les trampolinistes réalisent des scores supérieurs à ceux de Karavaeva, pourtant meilleure parmi les autres pays. En individuel, Karavaeva, sixième, est encore vaincue par deux Chinoises (Huang Shanshan et He Wenna) mais aussi par Karen Cockburn, Rosannagh MacLennan et Victoria Voronina alors qu'elle avait tenté avec 14,4 une difficulté supérieure à celles-ci. Désormais associée à Victoria Voronina, Karavaeva et sa collègue terminent dernières de la finale du synchronisé en récoltant les plus mauvaises notes en difficulté, exécution et synchronisation.
En avril 2010, Irina Karavaeva participe à ses neuvièmes championnats d'Europe à Varna en Bulgarie. Après sa déception des championnats du monde 2009, elle envoie un signal fort à ses rivales pour les mondiaux de l'année en cours en remportant le concours individuel avec 40,20 points soit un point de plus que sa rivale Anna Dogonadze et 1,80 que sa compatriote Galina Goncharenko ; elle conserve ainsi son titre acquis deux ans auparavant. En trampoline par équipes, la Russe concrétise sa domination avec l'équipe de Russie composée d'elle-même, de Goncharenko, Natalia Kolesnikova et Victoria Voronina totalisant 114,20 points contre 109,10 points pour l'Allemagne de Dogonadze et Jessica Simon et récupère un titre abandonné deux fois de suite à l'Ukraine. Ces deux dernières Allemandes remportent le concours synchronisé, devançant la Biélorussie. Karavaeva, associée à Voronina, gagne une médaille de bronze.
À l'occasion des Jeux olympiques de la jeunesse d'été de 2010, Irina Karavaeva devient arbitre pour la compétition de trampoline. Interviewé par le journal « Izvestia Krasnodar », elle déclare à cette occasion avoir apprécié l'état d'esprit de la compétition et annonce vouloir participer aux Jeux de Londres. Elle déclare plus tard au journal russe « Sport-express » avoir pu à cette occasion découvrir le trampoline d'une autre façon.
Après cette intermède, Karavaeva prend part aux championnats du monde à Metz du 8 au 19 novembre 2010. En l’absence de concours par équipes, Karavaeva n'a pas de médaille à défendre et elle se lance avec Victoria Voronina dans le concours synchronisé sans appréhension ; avant-dernières à passer, les Russes remportent avec une difficulté de 13,10 et un score final de 47,50 points le titre mondial devant les Allemandes Carina Baumgärtner et Anna Dogonadze. En individuel, et malgré ses ambitions, Karavaeva ne peut faire mieux que terminer septième avec 38,20 points après avoir fauté dans les derniers sauts, le titre mondial allant à cette année-là une autre Chinoise, Li Dan.
Début 2011, Karavaeva se blesse à la cheville et doit être opérée, ce qui lui fait manquer une partie de la saison, jusqu'au mois d'août. Peinant à retrouver un haut niveau, elle est absente des championnats du monde de trampoline 2011. Absente du deuxième tournoi de qualification olympique, Karavaeva n'est pas qualifiée pour les Jeux olympiques d'été de 2012, ce qui induit la fin de sa carrière.

### Reconversion
Avant même la fin de sa carrière, Irina Karavaeva commence à exercer des fonctions au sein de la fédération russe de trampoline, vice-présidente d'une commission visant à la promotion du sport dans sa région du Kouban. Elle commente périodiquement des concours de trampoline sur la chaîne « Acrobatic Sports TV ». Se disant plus largement « intéressée par le sport en général », elle exerce également des fonctions dans le conseil public de la police régionale du kraï de Krasnodar où elle examine en amont la loi pour en prévenir les violations.

## Performances

### Palmarès
| Date | Compétition           | Lieu              | Résultat    | Épreuve | Points |
| ---- | --------------------- | ----------------- | ----------- | ------- | ------ |
| 1994 | Championnats du monde | Porto             | Individuel  | 1re     | 39,80  |
| 1994 | Championnats du monde | Porto             | Par équipes | 1re     | 190,20 |
| 1994 | Championnats du monde | Porto             | Synchro     | 4e      | 45,90  |
| 1995 | Championnats d'Europe | Antibes           | Individuel  | 1re     | 102,8  |
| 1996 | Championnats du monde | Vancouver         | Individuel  | 2e      | 103,70 |
| 1996 | Championnats du monde | Vancouver         | Par équipes | 1re     | 110,00 |
| 1997 | Championnats d'Europe | Eindhoven         | Individuel  | 25e     | 59,00  |
| 1997 | Championnats d'Europe | Eindhoven         | Par équipes | 1re     | 109,60 |
| 1997 | Championnats d'Europe | Eindhoven         | Synchro     | 4e      | 125,20 |
| 1998 | Championnats d'Europe | Dessau            | Par équipes | 1re     | 117,60 |
| 1998 | Championnats du monde | Sydney            | Individuel  | 1re     | 104,6  |
| 1998 | Championnats du monde | Sydney            | Par équipes | 1re     | 112,30 |
| 1999 | Championnats du monde | Sun City          | Individuel  | 1re     | 108,90 |
| 1999 | Championnats du monde | Sun City          | Par équipes | 1re     | 113,50 |
| 1999 | Championnats du monde | Sun City          | Synchro     | 3e      | 131,90 |
| 2000 | Championnats d'Europe | Eindhoven         | Individuel  | 1re     | 105,90 |
| 2000 | Championnats d'Europe | Eindhoven         | Par équipes | 1re     | 112,00 |
| 2000 | Championnats d'Europe | Eindhoven         | Synchro     | Q.      | —      |
| 2000 | Jeux olympiques d'été | Sydney            | Individuel  | 1re     | 38,9   |
| 2001 | Championnats du monde | Odense            | Individuel  | 2e      | 40,70  |
| 2001 | Championnats du monde | Odense            | Par équipes | 8e, Q.  | 179,1  |
| 2001 | Championnats du monde | Odense            | Synchro     | 7e      | 37,70  |
| 2001 | Jeux mondiaux         | Akita             | Synchro     | 3e      |        |
| 2002 | Championnats d'Europe | Saint-Pétersbourg | Individuel  | 7e      | 19,80  |
| 2002 | Championnats d'Europe | Saint-Pétersbourg | Par équipes | 1re     | 117,60 |
| 2003 | Championnats du monde | Hanovre           | Individuel  | 7e      | 38,6   |
| 2003 | Championnats du monde | Hanovre           | Par équipes | 1re     | 116,90 |
| 2003 | Championnats du monde | Hanovre           | Synchro     | 7e      | 17,70  |
| 2004 | Championnats d'Europe | Sofia             | Individuel  | 1re     | 40,10  |
| 2004 | Championnats d'Europe | Sofia             | Par équipes | 1re     | 117,40 |
| 2004 | Jeux olympiques d'été | Athènes           | Individuel  | Q.      | 39,900 |
| 2005 | Championnats du monde | Eindhoven         | Individuel  | 1re     | 38,900 |
| 2005 | Championnats du monde | Eindhoven         | Par équipes | 2e      | 108,40 |
| 2005 | Championnats du monde | Eindhoven         | Synchro     | 1re     | 48,500 |
| 2005 | Jeux mondiaux         | Duisbourg         | Synchro     | 2e      |        |
| 2006 | Championnats d'Europe | Metz              | Individuel  | 1re     | 38,60  |
| 2006 | Championnats d'Europe | Metz              | Par équipes | 4e      | 80,60  |
| 2006 | Championnats d'Europe | Metz              | Synchro     | 1re     | 48,00  |
| 2007 | Championnats du monde | Québec            | Individuel  | 1re     | 38,60  |
| 2007 | Championnats du monde | Québec            | Par équipes | 3e      | 107,90 |
| 2007 | Championnats du monde | Québec            | Synchro     | 2e      | 48,70  |
| 2008 | Championnats d'Europe | Odense            | Individuel  | 1re     | 38,30  |
| 2008 | Championnats d'Europe | Odense            | Par équipes | 2e      | 108,80 |
| 2008 | Championnats d'Europe | Odense            | Synchro     | 2e      | 47,10  |
| 2008 | Jeux olympiques d'été | Pékin             | Individuel  | 5e      | 36,20  |
| 2009 | Championnats du monde | Saint-Pétersbourg | Individuel  | 6e      | 37,30  |
| 2009 | Championnats du monde | Saint-Pétersbourg | Par équipes | 2e      | 110,30 |
| 2009 | Championnats du monde | Saint-Pétersbourg | Synchro     | 8e      | 32,10  |
| 2010 | Championnats d'Europe | Varna             | Individuel  | 1re     | 40,20  |
| 2010 | Championnats d'Europe | Varna             | Par équipes | 1re     | 114,20 |
| 2010 | Championnats d'Europe | Varna             | Synchro     | 3e      | 46,20  |
| 2010 | Championnats du monde | Metz              | Individuel  | 6e      | 38,20  |
| 2010 | Championnats du monde | Metz              | Synchro     | 1re     | 47,50  |

### Records et distinctions
Irina Karavaeva est considérée comme la meilleure trampoliniste de tous les temps notamment parce qu'elle détient les trois quarts des records du monde en trampoline individuel. Avec tout d'abord une marque de 108,90 points réalisés le 26 septembre 1999 à Sun City lors des Championnats du monde de 1999, Irina Karavaeva détenait le record du maximum de points en un enchaînement mais elle améliore cette marque en réalisant 109,50 points lors d'une étape de coupe du monde à Ostende. En 2004, lors d'une étape de coupe du monde à Moscou, Karavaeva réalise l'enchaînement à la difficulté la plus haute atteinte avec 15,3 mais l'année précédente, elle avait déjà établi à Hanovre le 17 mars 2003 le record du plus grand score de routine avec 43,50 points.
Avec l'équipe de Russie composée d'elle-même, de sa partenaire d'entrainement Natalia Tchernova et de Marina Murinova, elle détient le record du plus haut score totalisé en trampoline par équipes avec 117,60 points réalisés le 15 novembre 2002 à Saint-Pétersbourg pour les championnats d'Europe de trampoline 2002.
Dans son palmarès, Karavaeva détient plus de titre aux championnats du monde de trampoline qu'aucune autre trampoliniste avec 12 médailles d'or, 5 d'argent et 2 de bronze, soit un total de 19 médailles. Aux championnats d'Europe, elle détient moins de médailles (16 au total) mais plus de titres avec 13 titres, individuel, sycnhronisé et par équipes compris. Enfin, elle également la plus titré aux championnats de Russie avec 9 titres et est depuis sa victoire en 2006 la détentrice du record du plus grand nombre de titres consécutifs avec 5 titres dans toute l'histoire du trampoline russe et soviétique confondus.
Outre l'IOC Fair-play Award qui lui a été remis par Jacques Rogge en 2001, le Comité international pour le fair-play l'honore début 2002 d'un diplôme symbolique pour son fair-play et elle est pour les mêmes faits récompensée par le Prix sportif national Slava du fair-play en 2003. Elle reçoit en 2000 la médaille de l'Ordre du Mérite pour la Patrie de deuxième classe ; la même année, elle est récompensée de la médaille pour services exceptionnels rendus à au développement de la région du Kouban. Les lecteurs du journal « Free Kouban » l'ont élue « Personnalité de l’année 2006 ».

## Popularité et personnalité
Bien que non membre de l'International Gymnastics Hall of Fame, Irina Karavaeva est considérée comme une légende du trampoline. Son palmarès exceptionnel et inégalé et ses records toujours invaincus lui confèrent une grande aura dans le monde du trampoline. Sa renommée, celle de Doubko et de Tchernova ont accompagné la montée en puissance de ce sport dans la région de Krasnodar, permettant, entre autres, un triplé aux championnats de Russie en 2006.
Irina Karavaeva est d'un naturel cordial, et prône l'attitude fair-play ; lors des championnats du monde de trampoline 2001, à la suite d'une erreur de la part des juges, elle a été d'elle-même rendre sa médaille d'or à la véritable vainqueur avant la réattribution officielle. Karavaeva est également capable de donner d'elle-même pour son pays, notamment par sa ténacité à concourir jusqu'à l'arrivée d'une nouvelle génération de trampolinistes russes.